# Foce a Giovo
La Foce a Giovo (1.674 m s.l.m. - a volte italianizzata come Passo al Giovo) è il valico appenninico più alto dell'Appennino Tosco-Emiliano, attraversato da una strada semi-asfaltata (dalla parte della Toscana gli ultimi 5 km prima del passo non sono asfaltati, mentre dal lato emiliano è totalmente sterrata).

## Geografia
I monti adiacenti sono: il Monte Rondinaio (1966 m), presso il Monte Giovo (1991 m), e la Femminamorta (1880 m), presso l'Alpe Tre Potenze (1940 m). Dal passo nasce il fiume Panaro, l'ultimo affluente del Po che, fino al paese di Pievepelago, prende il nome di Torrente delle Tagliole, attraversando l'omonimo centro abitato le Tagliole.
Nel versante lucchese la strada - catalogata come “SP. 56 di Valfegana” - è asfaltata fino al rifugio Casentini (1250 m) per proseguire sterrata fino alla Foce, conservando tracce delle ardite opere murarie di contenimento; attualmente è consentito il transito dei veicoli fino al valico. Il versante modenese, interdetto al traffico, scende con modesta pendenza fino a Ca Coppi (1357 m) in val di Luce, conservando in più punti tracce dell'antico acciottolato.

## Clima
Dati:https://www.sir.toscana.it/
| Foce a Giovo       | Gen  | Feb  | Mar  | Apr | Mag  | Giu  | Lug  | Ago  | Set  | Ott | Nov  | Dic  |
| ------------------ | ---- | ---- | ---- | --- | ---- | ---- | ---- | ---- | ---- | --- | ---- | ---- |
| T. max. media (°C) | -0,7 | 0,4  | 3,8  | 7,7 | 12,0 | 15,6 | 18,8 | 18,9 | 15,2 | 9,3 | 3,6  | -0,1 |
| T. min. media (°C) | -5,3 | -4,6 | -2,5 | 1,0 | 4,9  | 8,3  | 11,2 | 10,9 | 7,8  | 3,0 | -1,4 | -4,5 |

## Storia
La strada, che culmina con la Foce al Giovo, è conosciuta come la “Strada dei Duchi” o “Via Ducale”. Nel 1818 Maria Luisa di Borbone, duchessa di Lucca e Francesco IV, duca di Modena vollero realizzare una grande strada per superare l'Appennino, per poter disporre di un collegamento diretto tra Modena e Lucca senza dover passare dalle dogane del Granducato di Toscana.
Tutto nacque dall'idea visionaria della duchessa di Lucca, Maria Luisa di Borbone, infanta di Spagna, che voleva una via di comunicazione con il nord Italia senza dover attraversare i territori del Granducato di Toscana con cui non aveva buoni rapporti.
Il Congresso di Vienna stabiliva che l'ex principato napoleonico di Lucca, trasformato ora in ducato, fosse assegnato a Maria Luisa di Borbone per un tempo limitato, che avrebbe dovuto coincidere con la durata della vita dell'ex imperatrice dei Francesi, Maria Luigia di Asburgo, cui il congresso di Vienna aveva assegnato i ducati di Parma, Piacenza e Guastalla, togliendoli ai legittimi sovrani che erano appunto i Borbone. Morta Maria Luigia di Asburgo e restituito lo Stato di Parma ai Borbone, il Ducato di Lucca sarebbe stato unito al Granducato di Toscana ed avrebbe perso la sua specifica sovranità, cosa che poi avvenne nel 1847, allorché Carlo Lodovico di Borbone fu costretto a rinunciare al Ducato di Lucca abdicando il 4 ottobre a favore del Granduca di Toscana Leopoldo II.
Maria Luisa di Borbone si insediò il 7 Dicembre 1817 all'età di 36 anni e ben governò il piccolo ducato fino alla sua morte, avvenuta prematuramente il 13 Marzo 1824.
Con un trattato del 4 Marzo 1819 con il Duca di Modena Francesco IV tra i due duchi si raggiungeva l'accordo per la costruzione della strada di Foce a Giovo.
Se a Lucca la strada poteva risultare utile, non altrettanto lo era per Modena, che era già collegata con la Toscana tramite la via Giardini-Xiemenes al Passo dell'Abetone, tra l'altro più basso di ben 274 metri e quindi molto più facile da tenere efficiente nel periodo invernale. 
Il Duca di Modena Francesco IV d'Este accettò l'idea della costruzione della nuova strada in cambio della cessione del territorio di Castiglione Garfagnana, enclave lucchese in territorio estense.
La nuova strada avrebbe dovuto favorire il risparmio, ridurre il numero delle dogane, incrementare gli scambi commerciali. Poteva essere un valido aiuto a tutti coloro che erano in qualche modo interessati a comprare o vendere prodotti verso il nord, compresi i figurinai che, dalla media valle del Serchio e dalla val di Lima si recavano a vendere le statuine di gesso in Austria, Svizzera, Francia, Spagna, Inghilterra e Germania.
Nella convenzione del 4 Marzo 1819 venivano chiariti gli impegni che i Ducati di Modena e Lucca reciprocamente assumevano nei confronti della progettata strada transappenninica.
Per la realizzazione sul versante lucchese fu scelto il progetto dell'ingegnere Giacomo Marracci. In contrasto con la consuetudine di ricalcare vecchi percorsi, esso apriva verso l'Appennino una direttrice nuova, più breve, quella della Val Fegana, che è stato l'ultimo grande progetto di apertura di una nuova via di comunicazione fino ai giorni odierni. L'ingegner Marracci viene ricordato nel marmo, in atto di presentare un disegno alla duchessa Maria Luisa (Lucca, monumento a Maria Luisa di Piazza Grande, pannello marmoreo di Pietro Consani, oggi nel Museo Nazionale di Palazzo Mansi) per aver progettato, diretto e portato a termine la Strada Modenese o Ducale.
Il 6 Settembre 1819 la duchessa di Lucca ne decretò la costruzione partendo dal ponte di Fornoli sulla Lima.
Il profilo di livellazione fornito da Giacomo Marracci rivela che le salite della strada avessero pendenze variabili dal 3 al 7% e dell'8% solo in un breve tratto con una lunghezza totale della strada prevista in 29,5 Km, con la larghezza della sede stradale di 6 metri, per una spesa totale di 562,499 lire lucchesi.
Il progetto fu diviso in 47 lotti, di cui tre doppi, che comprendevano anche la costruzione  del piazzale di Campo Buriano con l'edificio della “Dogana” ad esso prospiciente, dell'Ospedaletto e dei ponti di Bussato sulla Fegana, del Fontanone e della Cucernola. Complessivamente  i 47 lotti vennero assegnati a 28 impresari e tre lotti dovevano essere eseguiti in amministrazione sotto la guida del Direttore dei Lavori per le caratteristiche e le difficoltà dei terreni, che furono il lotto 11, che andava dalla capanna di Beco alla Piazza, la parte terminale delle Lezze ed il cottimo sul Solco del Poeta.
I vantaggi economici portati dall'apertura di questa strada alle comunità delle valli del Serchio e della Lima furono notevoli per l'impiego considerevole di manodopera e la forte richiesta di prodotti della terra e di materiali locali.
Il percorso nella sua parte sommitale attraversava zone impervie dove la neve, soprattutto sul versante modenese, si manteneva a lungo, con la conseguenza dell'inagibilità stagionale della strada, spese per rimuovere la neve e per la manutenzione del fondo stradale, venti impetuosi soprattutto oltre le faggete, violenti temporali estivi ed il pericolo di incontri indesiderati per i viandanti perché si percorrevano lunghi tratti senza incontrare abitazioni o posti di ristoro. Certamente le difficoltà del percorso erano compensate, almeno nelle giornate di bel tempo, dalla bellezza dei luoghi alpestri, dal continuo variare del paesaggio e da un'aria fresca e pura, ma erano aspetti questi che non tutti sapevano gradire ed apprezzare.
Per il superamento del valico vero e proprio fu proposta una galleria al fine di ridurre i pericoli del maltempo, eliminando il tratto più battuto dalle intemperie. Oltre alle difficoltà a traforare la montagna per una lunghezza di oltre settanta metri sarebbe stato difficile tenere liberi  gli accessi dalla neve ammassata dai venti, per non parlare della mancanza di luce all'interno e delle forti correnti di vento che si sarebbero incanalate nel traforo, per cui si scelse per il tracciato a cielo aperto.
Mentre sul versante lucchese i lavori procedevano con solerzia con centinaia di lavoratori, a Modena si indugiava a tal punto che Maria Luisa fu costretta a richiamare Francesco IV agli impegni assunti.
Nonostante i lavori si protrassero dal 1819 fino al 1829, il 31 Luglio 1823 si festeggiò con un incontro la nuova strada pur sapendo che alcuni tratti avrebbero ancora richiesto lavori, perfino molto impegnativi. Fu proprio alla Foce, sul confine che si incontrarono il Duca di Modena e la Duchessa di Lucca. Un aneddoto è legato all'evento: la duchessa, una volta tornata a Lucca affermò che “in alto nevica”, riferendosi alla bianca chioma del duca di Modena; questi, venuto a sapere il commento, replicò che “quando in alto nevica, è bene che le vacche tornino a valle”.
Tenere la strada aperta al transito delle carrozze e dei barrocci da Novembre ad Aprile era difficile, anzi impossibile per le abbondanti nevicate, per le bufere e per le valanghe. In pratica in inverno transitavano dalla Foce soltanto persone appiedate e poi ben attente ad evitare i giorni di bufera se non volevano rischiare la vita.
Definita impossibile tanto ardito era il suo percorso, che sfidava l'alto bacino del torrente Fegana e si spingeva su fino ai 1674 metri d'altitudine della Foce al Giovo, la strada era spesso innevata e intransitabile per le frequenti frane; per una ventina d'anni il collegamento ebbe un rilevante utilizzo, fino a che gli eventi storici, nel 1847 non cambiarono lo scenario politico degli stati confinanti, rendendolo inutile. Con l'annessione al Granducato di Toscana infatti si preferì transitare per la strada Giardini-Xiemenes dal passo dell'Abetone. Fu lasciata in abbandono; negli anni sessanta il comune di Bagni di Lucca le dette l'attuale sistemazione; il mantenimento della strada fu poi assunto dalla Provincia di Lucca.

## Monumenti e luoghi di interesse
Sul valico è presente una minuscola cappellina dedicata alla Madonna del Giovo e un singolare tavolo di marmo; poco distante vi è una fontana, utile a dissetare i viandanti. Poco prima di raggiungere il passo, sul versante toscano è presente il Casello del Guardafili, ex locale di servizio della linea elettrica adesso dismessa.